# Artrocinemática
A artrocinemática é a área da cinemática que investiga os movimentos acessórios que ocorrem entre superfícies articulares durante movimentos fisiológicos.
A artrocinemática nada mais é do que o estudo dos movimentos das articulações. Como já sabemos, sem as articulações, não existe movimento. É pela conexão entre os ossos que elas formam que os diversos e complexos movimentos humanos são possíveis, e entender como eles ocorrem, em quais padrões, e quais são as capacidades articulares, é fundamental para entender como nos movemos de forma fisiológica, e para saber tratar qualquer patologia do movimento que esteja relacionada às articulações.